# تابناکی شیمیایی

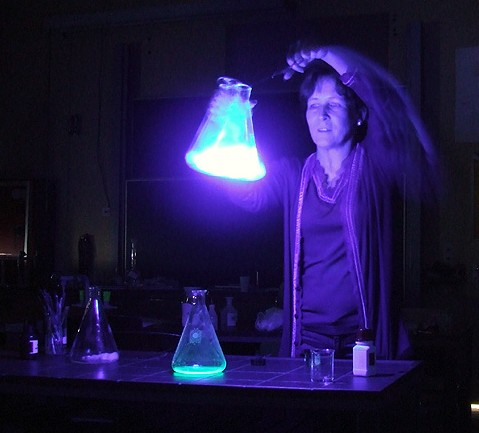
در این ارلن یک واکنش از نوع نورتابی شیمیایی در حال انجام است که منجر به ایجاد نور قابل ملاحظه‌ای در ظرف شده‌است.

تابناکی شیمیایی یا نورتابی شیمیایی (به انگلیسی: Chemiluminescence  یا chemoluminescence) پدیده‌ای شیمیایی است که طی آن پرتوهایی از فتون به عنوان محصول در طی یک واکنش شیمیایی تولید می‌شود که منجر به ایجاد درخشش و نور قابل مشاهده‌ای در طی واکنش خواهد شد. این سازوکار معمولاً در دماهای پایین‌تر از ۵۰۰ درجه سانتی گراد (۹۰۰ فارنهایت) رخ می‌دهد چرا که در دماهای بالاتر، پدیده برانگیختگی الکترون‌های ماده موجب ایجاد پرتوهای نور می‌شود. طول موج ایجاد شده این فرایند می‌تواند از طیف فرابنفش تا فروسرخ را دربر می‌گیرد.
به‌طور کلی هنگامی که دو ماده A و B با یکدیگر واکنش می‌دهند و ماده حد واسط ◊ را تشکیل می‌دهد که این ماده خود نیز پس از آزادسازی پرتوهای نوری، به محصولات نهایی تبدیل می‌شوند. برای نمونه:
[A] + [B] → [◊] → [فرآورده‌ها] + [نور]
در واکنش بالا [A] نشان‌دهنده لومینول و [B] نشان دهنده هیدروژن پراکسید است که در حضور کاتالیزور مناسب واکنش می‌دهند.
لومینول+ هیدروژه پراکسید →
3-APA[◊] → 3-APA + light
که در اینجا محصول نهایی (3-APA) ۳-آمینوفتالات است.
از این ویژگی در ردیابی و تشخیص برخی گونه‌های زیست شیمیایی از جمله دی‌ان‌ای‌ها ،آران‌ای‌ها، پروتئین‌ها و … استفاده می‌شود.